# Tumor de células pequeñas, redondas y azules

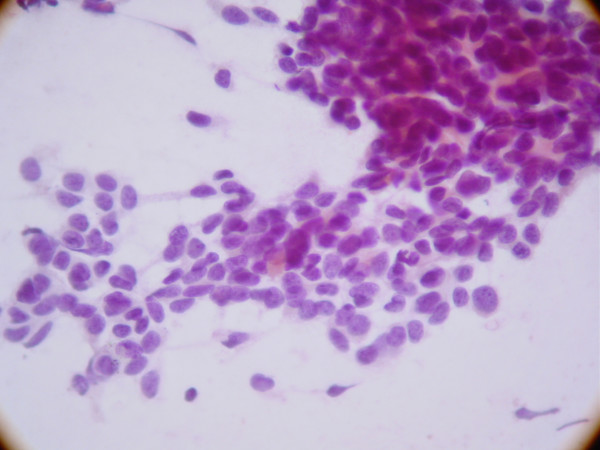
Células pequeñas, redondas y azules.

El tumor de células pequeñas, redondas y azules es el nombre dado a un grupo de neoplasias altamente malignas, que ocurren predominantemente en la infancia y adolescencia. Su nombre deriva de su aspecto, primitivo o embrionario, que es altamente celular. Carecen de marcadores morfológicos que faciliten su identificación específica, motivo por el que debe recurrirse a métodos no morfológicos, como el inmunofenotipo y el análisis genético, para poder determinarlas. Algunos tumores que pueden estar formados por estas células son el linfoma, el neuroblastoma, el rabdomiosarcoma, o el sarcoma de Ewing.